# ...في الترجمة
«...في الترجمة» هي الحلقة السابعة عشر من الموسم الأول من المسلسل التلفزيوني الدرامي الأمريكي لوست. أخرج الحلقة تاكر غيتس وكتبها خافيير جريللو ماركسواش والمنتج ليونارد ديك. تم بثها لأول مرة على قناة ABC في الولايات المتحدة في 23 فبراير 2005.
ظهرت شخصية جين-سو كوون (دانييل داي كيم) في فلاشباك الحلقة، كاشفة عن تجربته الوظيفية المزعجة تحت قيادة السيد بايك (بيرون تشونغ)، والد زوجته صن-هوا كوون (ينجن كيم). في الوقت الحاضر، اشتعلت النيران في طوف مايكل (هارولد بيرينو) غير المكتمل، مما دفعه هو وسوير (جوش هولواي) إلى إلقاء اللوم على جين في الحادث. عنوان الحلقة هو إشارة إلى عبارة «ضائع [لوست] في الترجمة»، حيث تفقد العبارة أو المصطلح معناها عند ترجمتها بين اللغات.
«...في الترجمة» شاهدها ما يقدر بـ 19.49 مليون مشاهد أمريكي من المنزل. تلقت تعليقات متباينة إلى إيجابية من النقاد، مع الثناء على الحلقة التي طورت شخصيات جين وصن، في حين تم انتقاد عدم إحراز تقدم في سرد المسلسل.

## القصة

### الفلاشباك
جين سو-كوون (دانيال داي كيم) يقوم بزيارة إلى والد صن (يونجين كيم)، السيد بايك (بايرون تشونغ)، ليطلب يدها للزواج. يتحدث السيد بايك مع جين حول طموحاته وتاريخه العائلي، ويعبر جين عن رغبته في امتلاك مطعمه وفندقه الخاص. يشير إلى وفاة والده ويؤكد استعداده للقيام بأي شيء من أجل صن. يقدم السيد بايك وظيفة لجين دون ذكر تفاصيلها بشكل واضح. في مرحلة لاحقة، يخبر جين صن بأنه سيكون لديهم فرصة للسفر إلى شهر العسل بعد أن يخضع لبعض التدريبات الإدارية.
يتم ترقية جين، ويُكلفه السيد بايك بمهمة زيارة منزل أمين السلامة البيئية، بيونغ هان، لتسليم رسالة تعبِّر عن إحباط السيد بايك إزاء قرار هان بإغلاق مصنعه. خلال هذه الزيارة، يُخبر جين السيد هان بأن السيد بايك "غير راضٍ عنه". وفي محاولة لإرضاء السيد بايك، يقدم هان لجين جرو صغير، وهو نفس الكلب الذي ظهر سابقًا في حلقة سابقة في فلاشباك صن. يقيم الزوجان جواَ منزليًا و عشاءً رومانسيًا بالشموع، لكن قاطعهم السيد بايك، الذي يظهر غاضبًا جداً بسبب إغلاق المصنع. يلوم السيد بايك جين على عدم توصيل الرسالة بشكل صحيح، حيث لم يفهم جين تمامًا أنه كان مُطلبًا منه تهديد أمين السلامة البيئية. يُرسل السيد بايك جين مرة أخرى، ولكن هذه المرة بصحبة مرافق مرتزق يحمل مسدسًا صامتًا إلى منزل السيد هان.
من أجل إنقاذ حياة الرجل، يلجأ جين إلى استخدام العنف حين يعتدي بوحشية على السيد هان أمام أعين زوجته وابنته الصغيرة. ويبلغه بأن المصنع يجب أن يعاود الافتتاح في اليوم التالي، ويخبر المرتزق بأن السيد هان قد "فهم الرسالة" . يعود جين إلى منزله ليغسل الدماء من يديه، مشهدًا يرتبط بفلاشباك يظهر من منظور صن في حلقة سابقة. لكن هذه المرة، تتبع اللحظة ببكاء جين، حزنًا على ما اضطر لفعله. يقوم جين بزيارة والده في إحدى قرى الصيد، كاشفًا إنه كذب للسيد بايك بخصوص وفاة والده، ويتوسل له بالغفران لأنه كان يخجل منه. يتبادل الأب والابن حديثًا حول التحديات الزوجية، حيث يعبر جين عن رغبته في "البدء من جديد". بعد أن يُشير لوالده إلى أن مهمة السيد بايك القادمة له هي بيع ساعات لشركائه في سيدني ولوس أنجلوس، يُشير له والده بالسفر إلى أمريكا مع صن لبدء حياة جديدة.

### على الجزيرة
في اليوم الثاني والثلاثين على الجزيرة الموافق 23 أكتوبر 2004، تظهر صن بالبيكيني، ولكن يتسارع جين لتغطيتها. يلجأ جين إلى العنف خلال جدالهما ويقوم بدفعها بقوة إلى الرمال. يتدخل مايكل داوسون لمساعدتها ويهدد جين. تصفع صن وجه مايكل، ويظل هو واقفًا مصدومًا بينما يبتعد جين وصن. وأثناء ارتداء صن للملابس، يسأل جين إن كانت هنالك علاقة بينها وبين مايكل، وترد بالنفي. تقدم صن اعتذارها لمايكل بسبب صفعتها أثناء عمله على الطوف، حيث تشير إلى أنها فعلت ذلك لحمايته من عنف جين الذي قد يكون أسوأ بكثير.
شانون رذرفورد (ماجي غريس) وسعيد جراح (نافين أندروز) يتغازلان، بينما يكرس مايكل جهده للعمل على الطوف. يقترب جاك شيبارد (ماثيو فوكس) ويعلم من مايكل على أن الطوف يتسع فقط لأربعة أشخاص. يطرح جاك استفساراً حول الأماكن الشاغرة على الطوف، ويقول سوير (جوش هولواي) إنه إشترى إحدى تلك الأماكن مقابل بعض مواد البناء. في وقت متأخر من الليل، يشتعل حريق في الطوف، وتتجه أصابع جميع سكان الجزيرة، بمن فيهم مايكل وسوير، على جين. فيما بعد، تجد صن جين متألمًا ومغطى بالحروق، ويظل صامتًا تجاهها.
سعيد يُخبر بون كارليل، الأخ الغير شقيق لشانون، بأنه يواعد شانون، وينبهه بون بأنها قد تستغله. في اليوم التالي، يخبر سعيد شانون بأنه قد لا يكون مناسبًا لهما أن يتواعدا. تقرر شانون مواجهة بون، لكنها تصادف لوك بدلاً من ذلك. يقدم لها نصيحة ببدء حياة جديدة بدلاً من مواجهة بون. يهاجم سوير جين أثناء جمعه للماء ويُسقِطه بركلة في رأسه. يقوم بربطه ويقوده إلى الشاطئ.
على الشاطئ، ينقض مايكل على جين بعنف، ومع تصاعد الضربات، تفاجئ صن الجميع، بما في ذلك جين، بالكشف لأول مرة علنيًا أنها تجيد اللغة الإنجليزية. تطالب مايكل بالتوقف عن الضرب وتؤكد له أن جين لم يكن السبب في حرق الطوف، وأن حروق يديه نتجت عن محاولته إخماد النيران. يهدئ لوك الجميع بالقول إنه من غير المرجح أن أحدًا من الناجين حرق الطوف، مشيرًا إلى أن "الآخرين" (رفاق إيثان المحتملين) ، هم المسؤولين وأنهم ليسوا وحدهم في الجزيرة. يقرر مايكل بناء طوف جديد، وتتجه صن إلى جين وتخبره (بالإنجليزية) أنها كانت ستتركه وأنها غيّرت رأيها في آخر لحظة. وتطلب منه (بالكورية) "البداية من جديد"، ولكن يخبرها جين أنه قد فات الأوان.
في الليل، تُقرر شانون البقاء برفقة سعيد رغم عدم اعجاب بون بتواجده بجوارها. يكشف لوك عن معرفته بأن والت قام بحرق الطوف عندما يسأله لماذا قام بذلك، مع وعده بعدم إخبار ذلك لأي شخص. يرد والت بأنه لا يرغب في التنقل مرة أخرى (نظرًا لتكرار انتقاله في حياته)، وأنه يحب الحياة على الجزيرة ولا يرغب في أي تغيير.
في صباح اليوم التالي على الشاطئ، تذهب صن إلى المحيط بملابس السباحة، تعبيرًا عن حريتها ووحدتها. في الوقت نفسه، يساعد جين مايكل في بناء طوف جديد، فيما يستمع ههوغو "هيرلي" رييس (خورخي غارسيا) إلى أغنية "Delicate" لداميان رايس عبر مشغل الأقراص المدمجة الخاص به، لكن ينقطع الصوت في منتصف الأغنية بسبب نفاذ البطاريات.

## الإنتاج
أخرج الحلقة تاكر غيتس وكتبها خافيير غريللو ماركسواتش وليونارد ديك.  الفلاشباك من منظور جين ويعكس الذي شوهد في «بيت الشمس المشرقة»،   حلقة سابقة كتبها أيضًا غريللو-ماركسواتش.  تم تصويرها في يناير 2005. 
ضم ضيوف الحلقة جون شين، ممثل من سان فرانسيسكو، بدور والد جين السيد كوون. على الرغم من لقائه داي كيم في اليوم الأول من التصوير، سعى شين لإضفاء البهجة والدفء على رؤية ابن شخصيته مرة أخرى. 

## آراء النقاد
«...في الترجمة» تم بثها لأول مرة في الولايات المتحدة في 23 فبراير 2005.  يقدر بنحو 19.49 مليون مشاهد شاهد الحلقة،  والتي احتلت المركز الثاني في تلك الليلة بين جميع الشبكات الأمريكية الكبرى، خلف أمريكان أيدول. بين المشاهدين الذين تتراوح أعمارهم بين 18-49، أنهت الحلقة في المركز التاسع للأسبوع بحصة تقييم 7.5/20. 
انتقد كريس كارابوت، الذي كتب لـ IGN عام 2008، الحلقة لعدم تقدمها في سرد المسلسل، واصفًا إياها بأنها "قطعة شخصية جيدة أخرى" ولكنها "تفشل في تحريك القصة إلى الأمام على الإطلاق".  في مقال آخر في IGN في عام 2014، صنف إريك غولدمان «...في الترجمة» في المرتبة 101 من بين جميع حلقات لوست، مع وضع الحلقة المنخفض أيضًا بسبب افتقارها للتقدم السردي. في قائمة عام 2009 من لحظات لوست المفضلة لديه، أشاد ريان مكجي من Zap2it «...في الترجمة» لـ"إعادة بناء سياق ذكريات صن في "بيت الشمس المشرقة"، واصفة هذا "سرد قصص من الدرجة الأولى". أعطى دان كاوا من تلفزيون بلا شفقة الحلقة تصنيف B.
في تصنيف لعام 2013 لجميع حلقات لوست، وصفت إميلي فانديرويرف علاقة صن وجين بأنها «أفضل قصة حب في العرض» بعد ديزموند وبيني. كتب مايلز ماكنوت من نادي AV في عام 2014 أن الحلقة «تم تقديمها بشكل جميل» ، وأعطاها تصنيف A. 

## روابط خارجية
- ". . . في الترجمة" في ABC
- «...في الترجمة» على قاعدة بيانات الأفلام على الإنترنت